# Паюрис
Паюрис (лит. Pajūris, ранее рус. Поюры и Поюрже) — местечко в Шилальском районе Таурагского уезда Литвы, административный центр Паюрисского старовства. Располагается к юго-западу от Шилале, у автомагистрали Шилале — Шилуте.

## Инфраструктура
В Паюрисе имеются костёл Пресвятой Троицы, гимназия имени Станисловаса Биржишкиса, библиотека, детский дом, почтовое отделение, парк.

## География
Через местечко протекает Юра (литовское название «Jūra» переводится как «морская»), в неё впадает ручей Немелас. Присутствует галитовая (минеральная) формация.

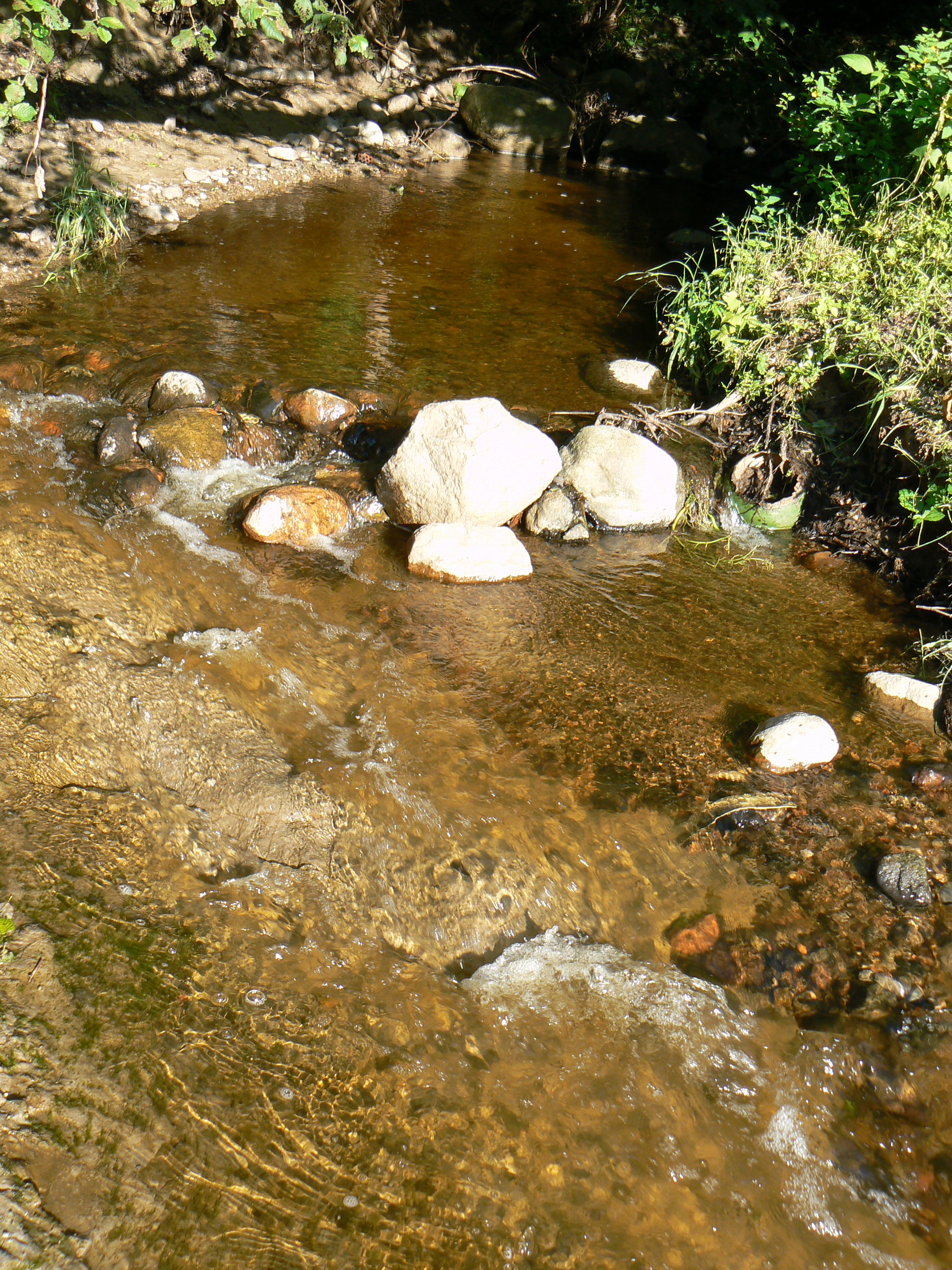
Нямилас
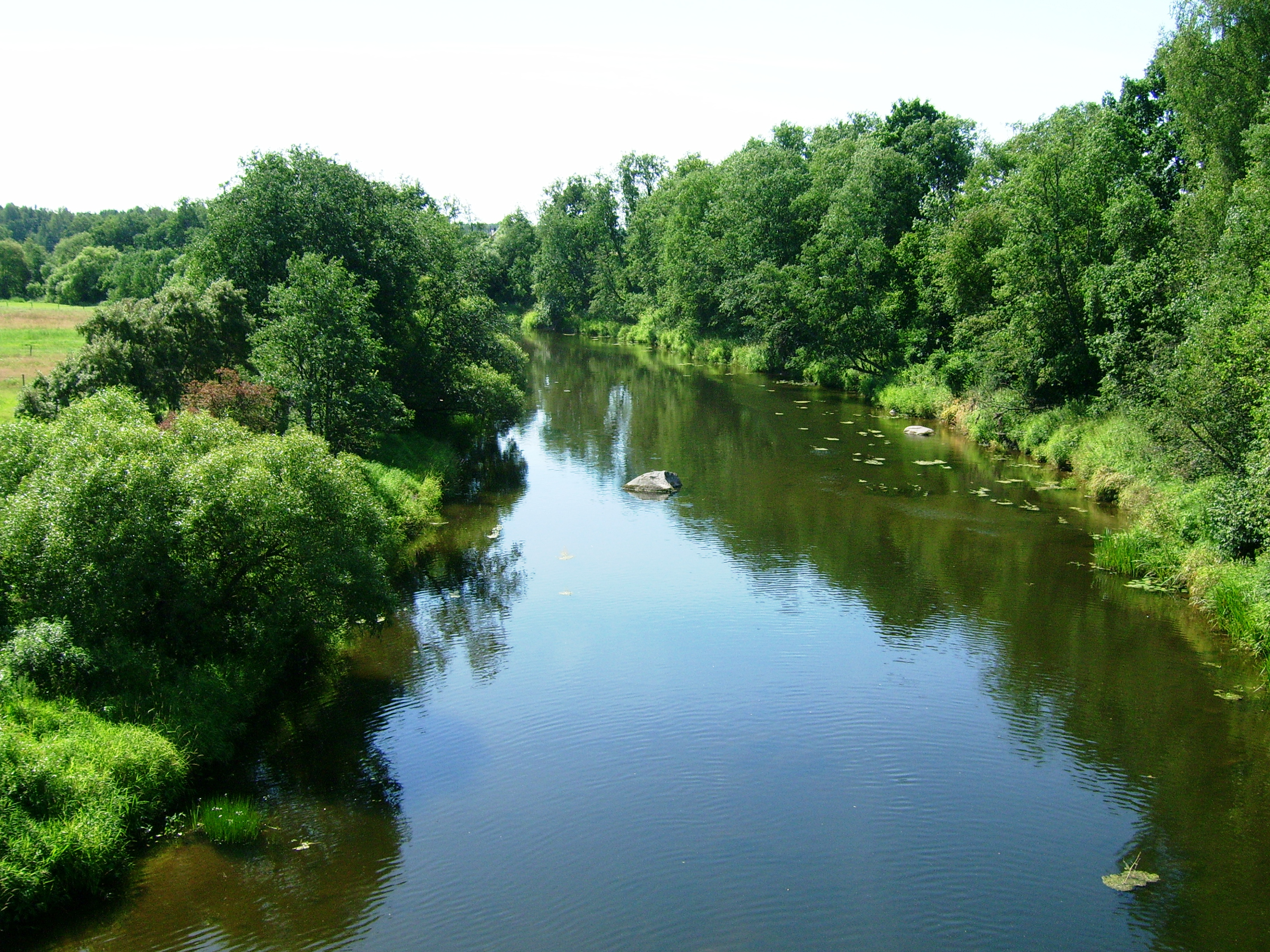
Морская

## Население
| 1859                                                                                                  | 1868* | 1897 | 1898 | 1902 | 1923 | 1959 |
| --- | ----- | ---- | ---- | ---- | ---- | ---- |
| 119                                                                                                   | 107   | 503  | 506  | 584  | 499  | 457  |
| 1970                                                                                                  | 1979  | 1980 | 1986 | 1989 | 2001 | 2011 |
| 567                                                                                                   | 841   | 840  | 1170 | 1218 | 872  | 784  |
| - * pagal enciklopedijos išleidimo metus. Metai, kurių duomenys pateikti enciklopedijoje, nenurodyti. |       |      |      |      |      |      |
| Гистограмма динамики населения                                                                        |       |      |      |      |      |      |

## Галерея

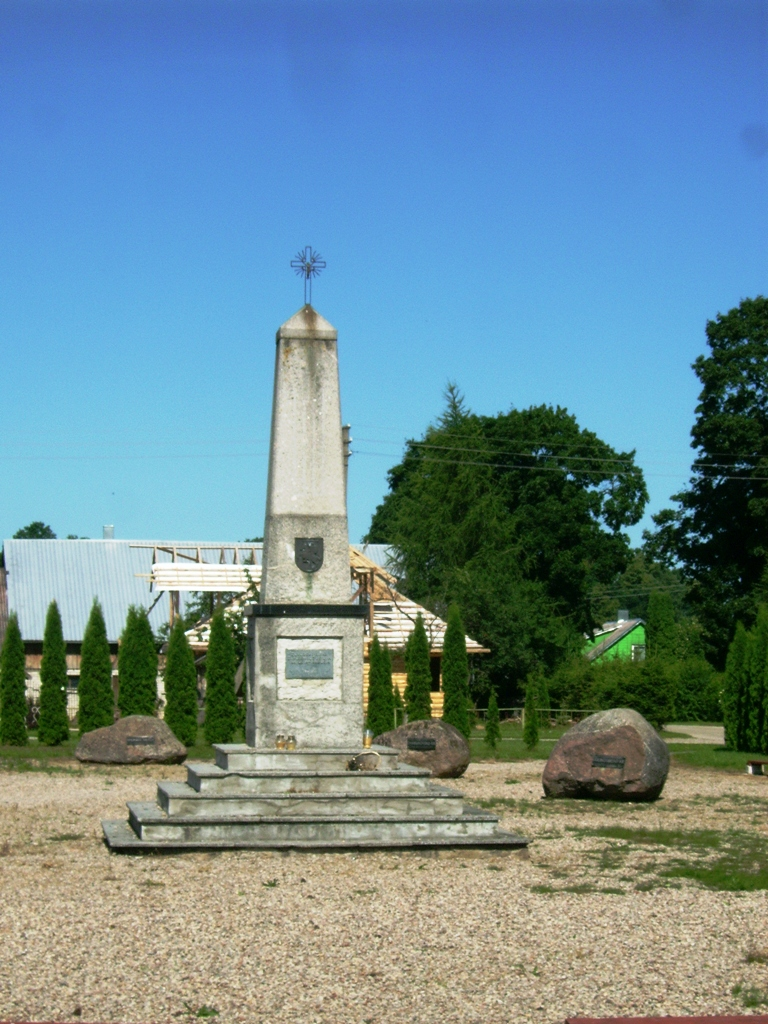
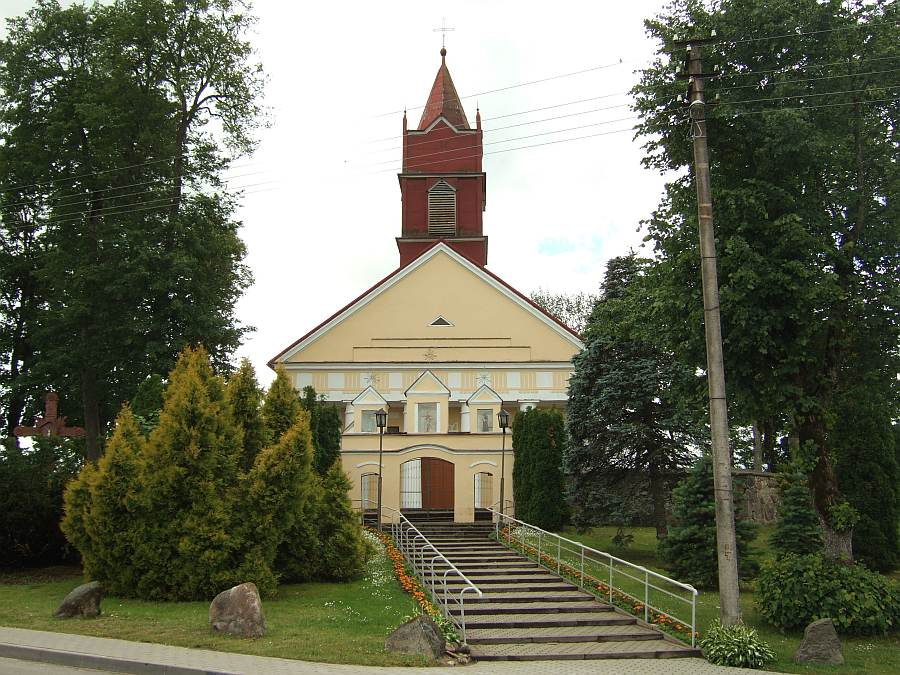
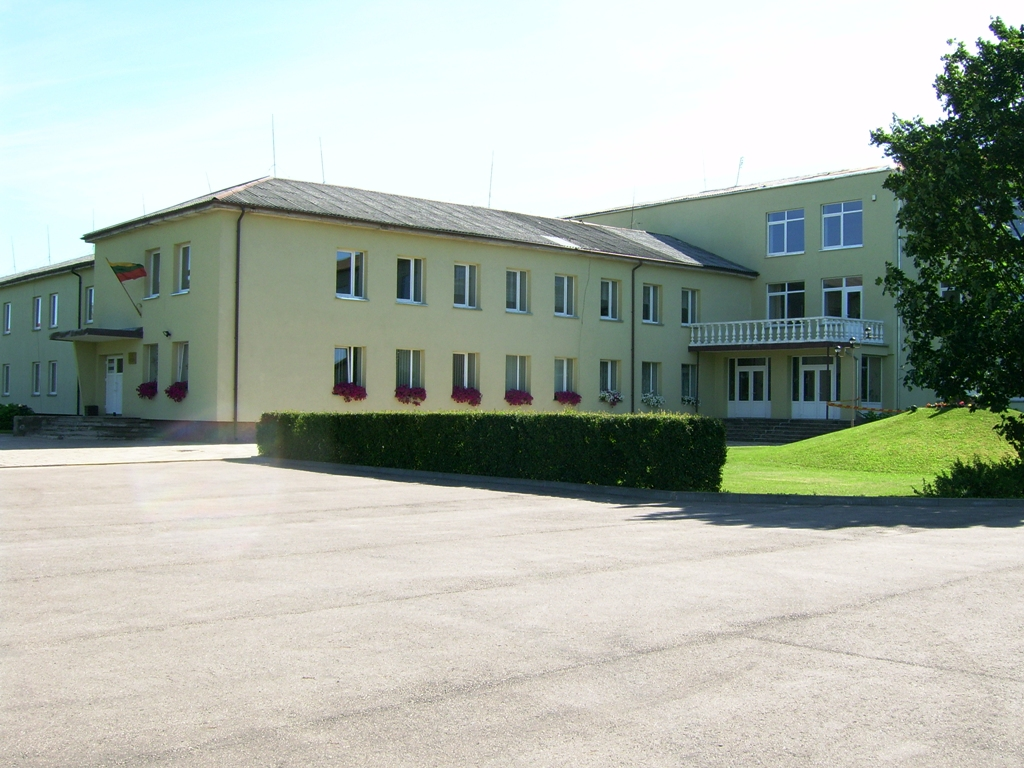
Гимназия
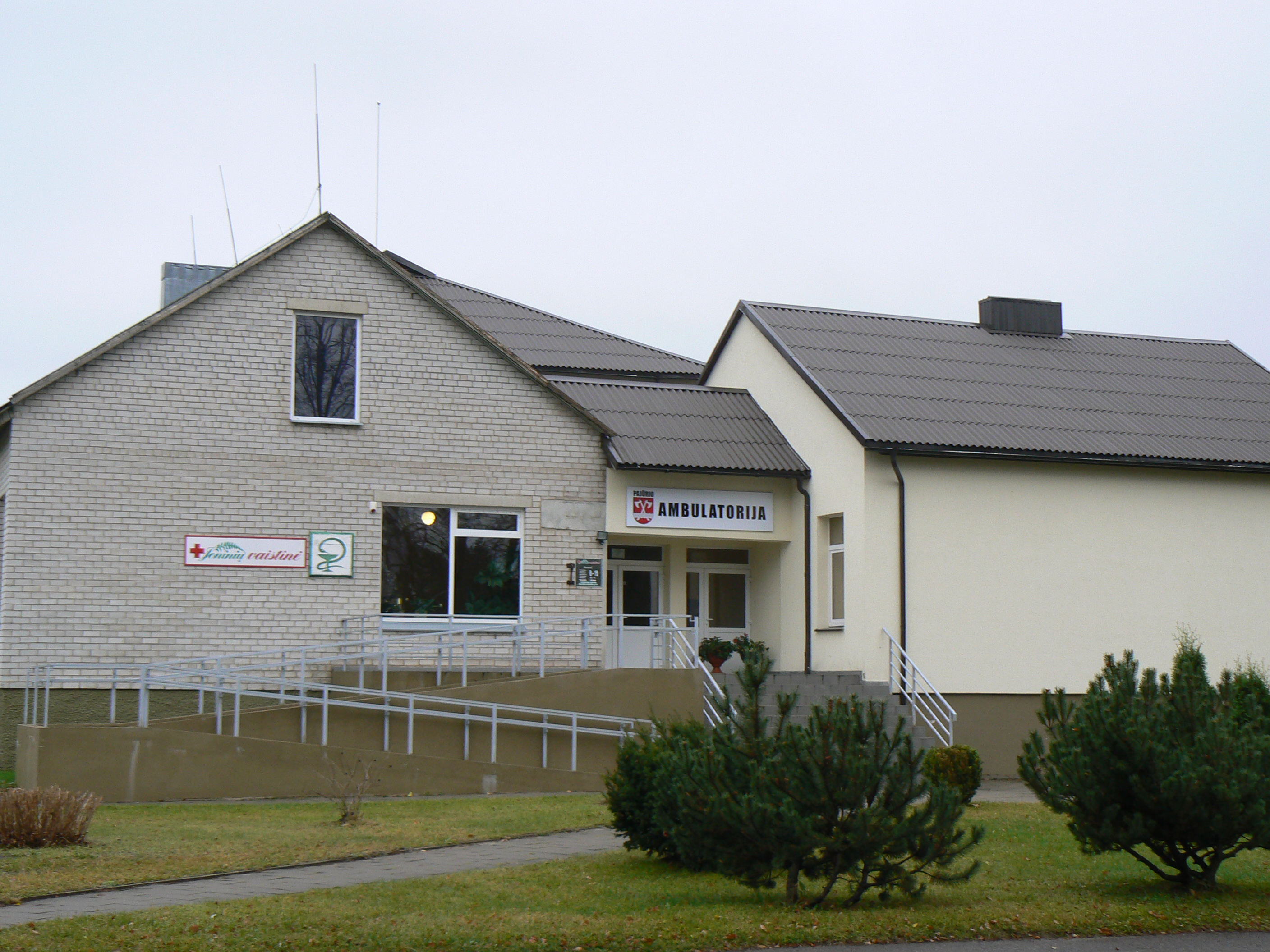
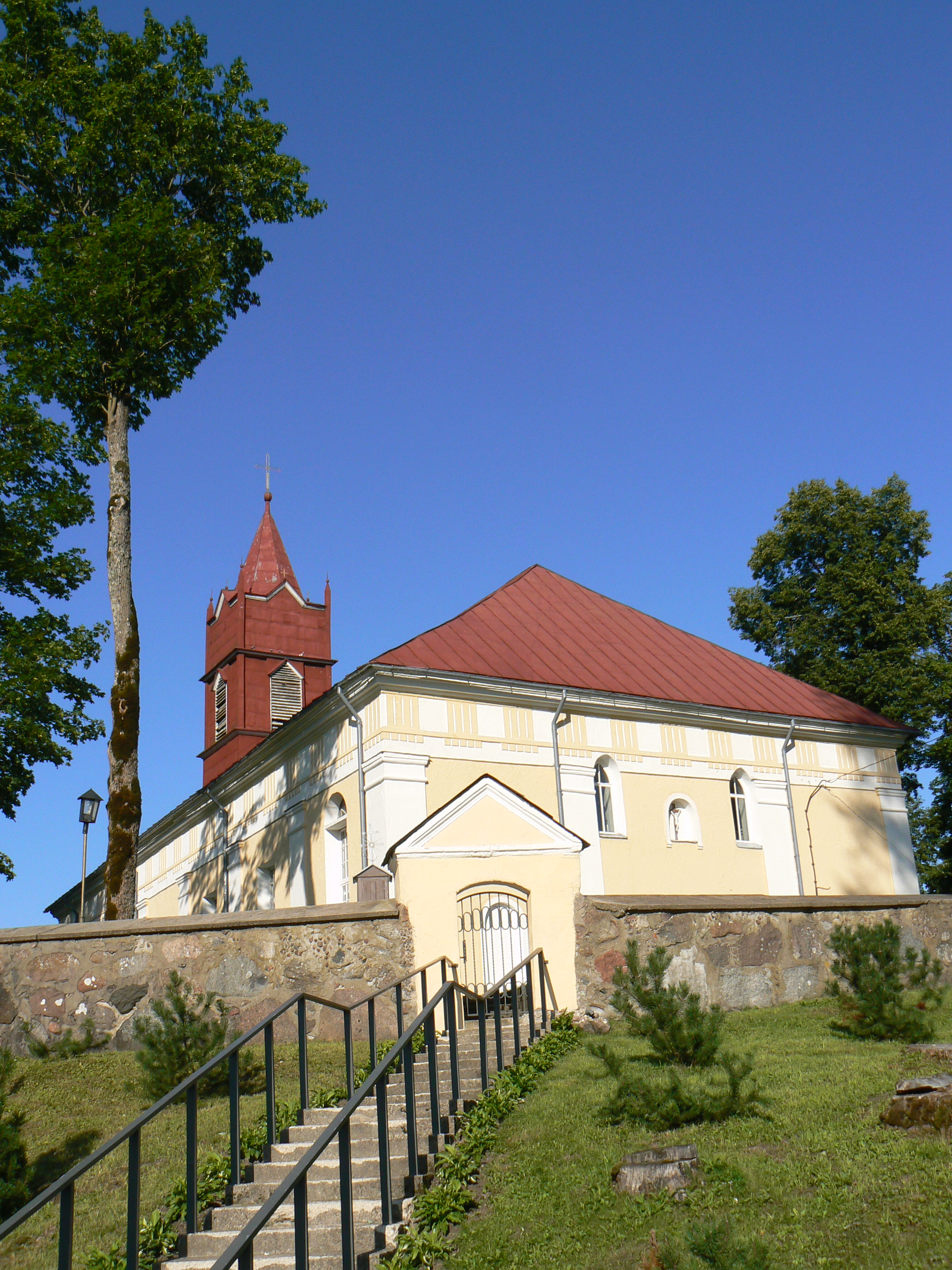